# Castela e Leão
Castela e Leão é uma comunidade autónoma espanhola, classificada como «comunidade histórica e cultural» no seu Estatuto de Autonomia. Estabelecida enquanto pré-autonomia, em 1978, e oficializada como comunidade autónoma em 1983, é, segundo o seu Estatuto de Autonomia, a moderna união do antigo Reino de Castela com o Reino de Leão.
Situada no norte da meseta da Península Ibérica, no noroeste de Espanha, é, em termos de área, a maior daquele país e uma das maiores divisões políticas subestatais da União Europeia, correspondendo-se maioritariamente com a parte espanhola da Bacia Hidrográfica do Douro. Compõe-se de nove províncias: Ávila, Burgos, Leão, Palência, Salamanca, Samora, Segóvia, Sória e Valladolid.
Já desde o início do debate federalista em Espanha, no século XIX (no decorrer da Primeira República), surgiram projetos de autonomia para uma região castelhano-leonesa, se bem que com a inclusão das atuais comunidades da Cantábria e a Rioja (Castela-a-Velha). O seu Estatuto de Autonomia declara no preâmbulo que
A Comunidade Autónoma de Castela e Leão surge da moderna união dos territórios históricos que compunham e deram nome às antigas coroas de Castela e de Leão. Há mil e cem anos constituiu-se o Reino de Leão, do qual se desmembraram em qualidade de reinos, ao longo do século XI, os de Castela e Galiza e, em 1143, o de Portugal. Durante estas duas centúrias os monarcas que ostentaram o governo destas duas terras alcançaram a dignidade de imperadores, tal como atestam as intitulações de Afonso VI e Afonso VII.Original {{{{{língua}}}}}: La Comunidad Autónoma de Castilla y León surge de la moderna unión de los territorios históricos que componían y dieron nombre a las antiguas coronas de León y Castilla. Hace mil cien años se constituyó el Reino de León, del cual se desgajaron en calidad de reinos a lo largo del siglo xi los de Castilla y Galicia y, en 1143, el de Portugal. Durante estas dos centurias los monarcas que ostentaron el gobierno de estas tierras alcanzaron la dignidad de emperadores, tal como atestiguan las intitulaciones de Alfonso VI y Alfonso VII.
O Estatuto de Autonomia define uma série de valores essenciais e símbolos dos habitantes de Castela e Leão, como o seu património linguístico — aludindo às línguas castelhana, leonesa e galega — ou ao seu património histórico, artístico e natural. Entre os símbolos encontram-se o brasão, a bandeira, o pendão, o hino — apesar de não existir —, ao mesmo tempo que o dia 23 de abril foi definido como o Dia de Castela e Leão, em comemoração da derrota sofrida pelos exércitos das Comunidades de Vila e Terra castelhanas em Villalar durante a Guerra das Comunidades, em 1521.
É na comunidade que se encontra mais de 60% de todo o património (arquitetónico, artístico, cultural) existente em Espanha, o que se traduz em nove bens Património da Humanidade, quase 1800 bens de interesse cultural classificados, 112 conjuntos históricos, 400 museus, mais de 500 castelos, dos quais 16 considerados de alto valor histórico, 12 catedrais, 1 concatedral, e a maior concentração de arte românica do mundo.
Assim, os montes de Valsaín e as serras de Béjar e Francia, no sistema Central; os vales de Laciana, Omaña e Luna e os Picos da Europa e os Ancares, na cordilheira Cantábrica; e a Meseta Ibérica, na zona fronteiriça com Portugal, foram declarados reserva da biosfera pela UNESCO, a qual também reconhece o geoparque da Lora com esta figura de proteção. Para além disto, Castela e Leão está altamente relacionada com dois dos registos do Programa Memória do Mundo da UNESCO como são os Decreta das Cortes de Leão de 1188, cúria régia considerada o berço do parlamentarismo mundial pela própria instituição, e o Tratado de Tordesilhas.
Segundo os dados do Instituto Nacional de Estatística de 2016, o seu PIB per capita leva-a a situar-se no oitavo lugar do conjunto do Estado. Em 2007, o seu Índice de Desenvolvimento Humano era o quarto maior do país, e encontra-se acima de países como a França, Suécia, Países Baixos ou o Japão. O Índice de Desenvolvimento de Serviços Sociais coloca a comunidade como a terceira que melhor serviços oferece aos seus cidadãos, e a sua educação (de acordo com o relatório PISA de 2015), encabeça as pontuações em leitura e ciências.
Várias zonas da comunidade são de fala galega ou portuguesa, como é o caso do Bierzo, das Portelas, de Calabor, São Félix dos Galegos, a Fregeneda, Almedilha e, anteriormente, da Bouça.

## História
A comunidade autónoma de Castela e Leão é o resultado da união, em 1983, de nove províncias: as três que após a divisão territorial de 1833 (através da qual foram criadas as províncias), se adscreveram à Região de Leão e seis adscritas a Castela-a-Velha, excetuando neste último caso as províncias de Santander (atual Cantábria) e Logronho (atual Rioja).
No caso da Cantábria, foi defendida a criação de uma comunidade autónoma por motivos históricos, culturais e geográficos, enquanto que na Rioja o processo se tornou mais complexo devido à existência de três opções, fundamentadas todas elas tanto em motivos históricos como socioeconómicos: união com Castela e Leão, união a uma comunidade vasco-navarra ou criação de uma autonomia uniprovincial, opção esta apoiada pela maioria da sua população.

## Geografia

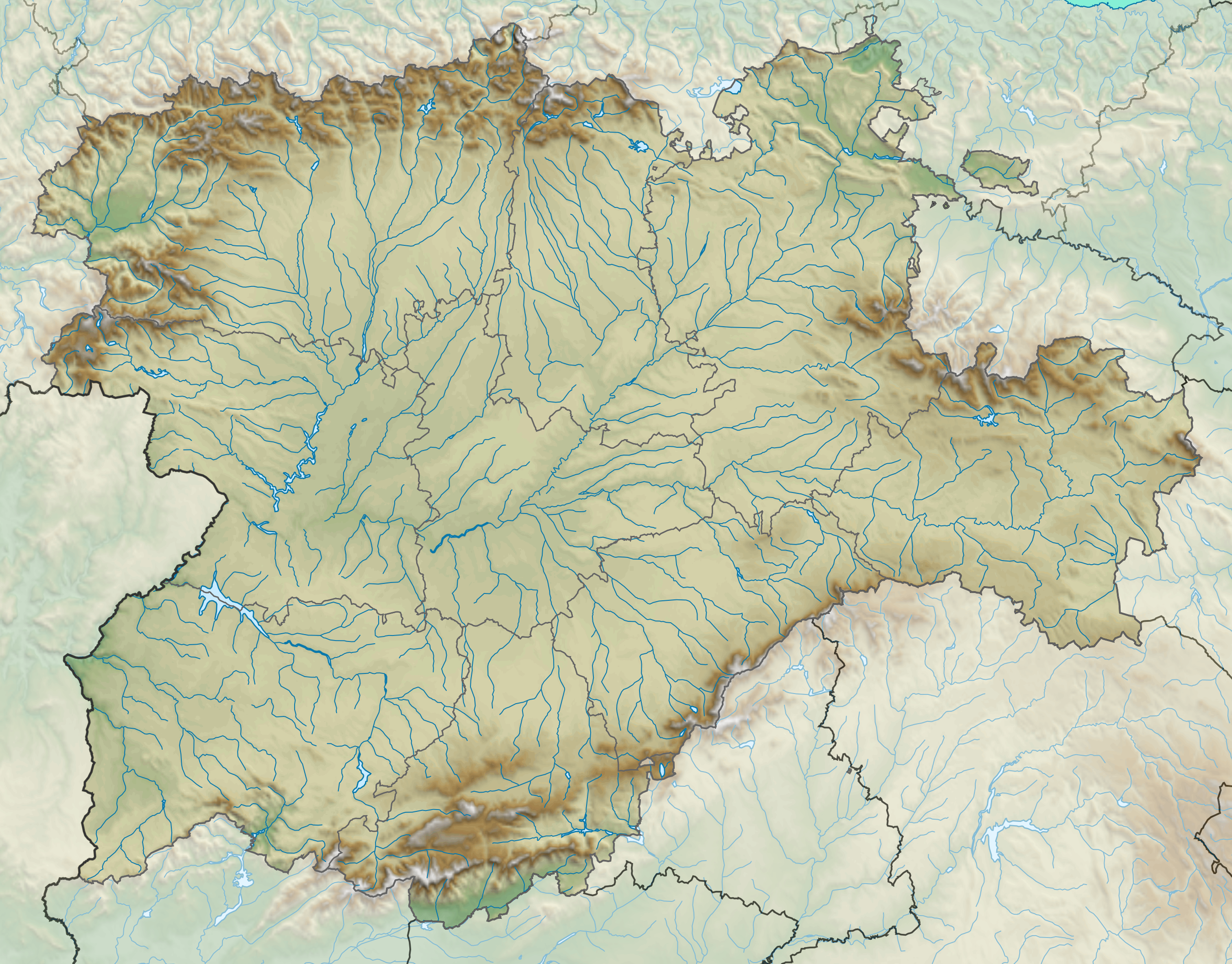
Mapa de relevo da comunidade autónoma

### Localização
Castela e Leão é uma comunidade autónoma situada no quadrante norte-ocidental da Península Ibérica. O seu território limita a norte com o Principado das Astúrias e com a Cantábria, bem como com o País Basco (Biscaia e Álava); a leste com a comunidade autónoma da Rioja e com Aragão (província de Saragoça), a sul com as comunidades de Madrid, Castela-Mancha (províncias de Toledo e Guadalaxara) e Estremadura (província de Cáceres) e a oeste com a Galiza (províncias de Lugo e Ourense) e Portugal.

### Orografia

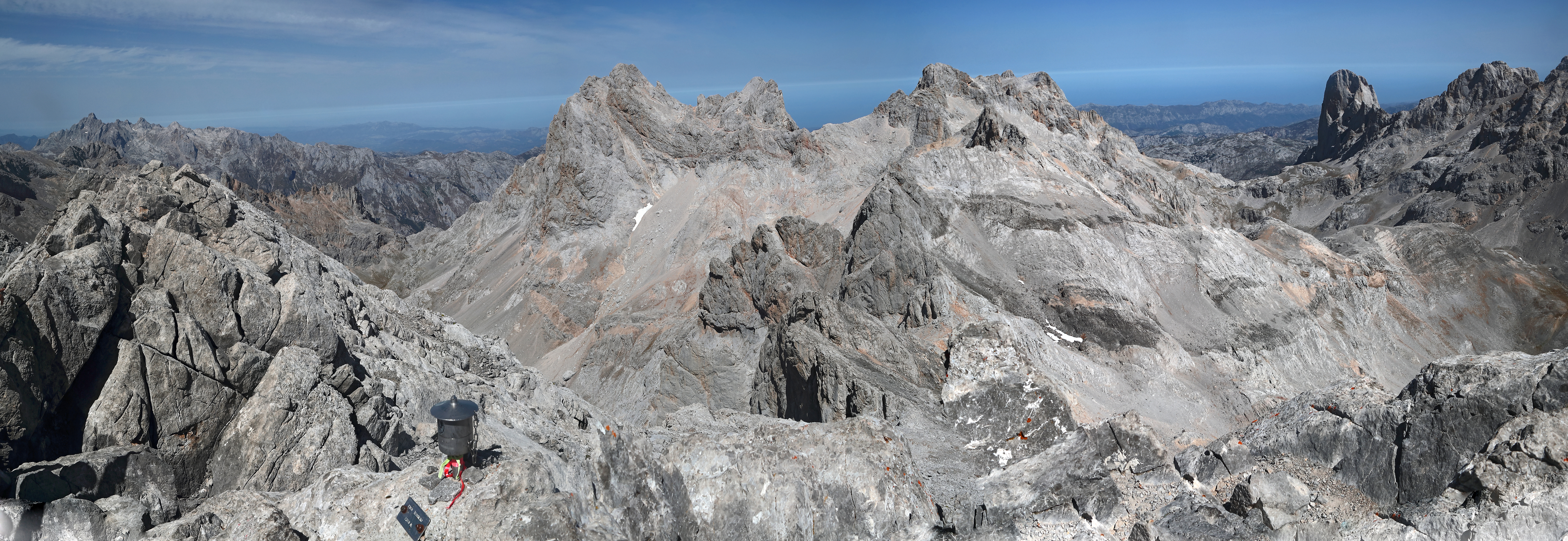
O cume da Torre de Cerredo (La Torre Cerréu), situada na fronteira setentrional com o Principado das Astúrias, é o ponto mais alto da comunidade.

A morfologia de Castela e Leão é formada, na sua maioria, pela Meseta e por uma cintura de relevos montanhosos. A Meseta é uma altiplanície de altitude média perto dos 800 msnm, coberta por materiais argilosos aí depositados que lhe conferem uma paisagem seca e árida.
Seguindo a morfologia da zona, é possível observar:
- A norte, as montanhas das províncias de Palência e Leão, com cumes altos e espigados, e as montanhas da província de Burgos, divididas em duas partes pelo desfiladeiro de Pancorbo, via de união entre o País Basco e Castela. Destas, a parte norte pertence à Cordilheira Cantábrica e atinge a cidade de Burgos.
- A zona este-sudeste, pertencente ao Sistema Ibérico. Na parte noroeste estendem-se as montanhas de Samora, com picos amesetados pela erosão. A leste, nas montanhas sorianas, pode ser observado o Sistema Ibérico, presidido pelo Moncayo, o seu cume mais alto.
- Separando a Meseta setentrional da meridional, a sul, levanta-se o Sistema Central, onde se encontram as serras de Gata, Francia, Béjar e Gredos na metade oeste, e as de Ávila, Guadarrama, Somosierra e Ayllón na metade este.

### Geologia

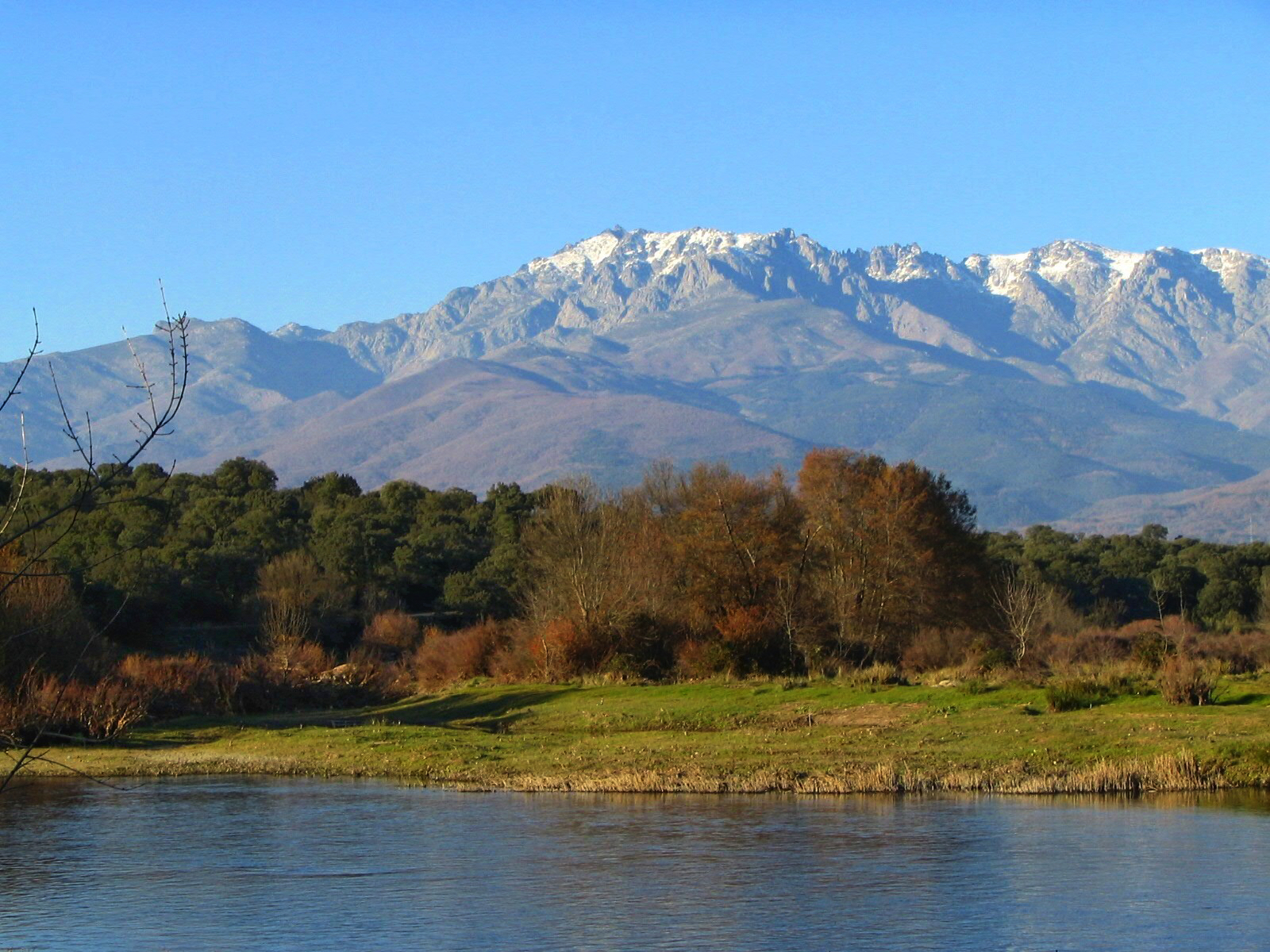
Pico de Almançor, situado no sul da comunidade. É a montanha mais alta da Serra de Gredos e do Sistema Central.

A Meseta setentrional é constituída por leitos paleozoicos. No princípio do Mesozoico, finalizado o levantamento herciniano que elevou a atual Europa Central e a zona galaica de Espanha, os materiais depositados foram arrastados através da ação erosiva dos rios.
Durante o levantamento alpino, os materiais que formavam a Meseta sofreram fissuras através de múltiplos pontos. Desta fratura resultaram os montes de Leão, com montanhas de pouca altitude e, constituindo a espinha dorsal da Meseta, a Cordilheira Cantábrica e o Sistema Central, formados por materiais como o granito ou piçarras metamórficas.
O complexo cársico de Olho Guarenha, formado por 110 km de galerias e covas surgidas em materiais carbonáticos do Coniaciano, situadas sobre uma plataforma de margas impermeáveis, é o segundo maior da península.
Esta configuração geológica permitiu zonas de formação de nascentes de água minero-medicinal e/ou termal, aproveitados agora ou no passado, em lugares como Almeida de Sayago, Boñar, Calabor, Caldas de Luna, Castromonte, Cucho, Gejuelo del Barro, Morales de Campos, Valdelateja e Villarijo, entre outros.

### Hidrografia

#### Bacia hidrográfica do Douro

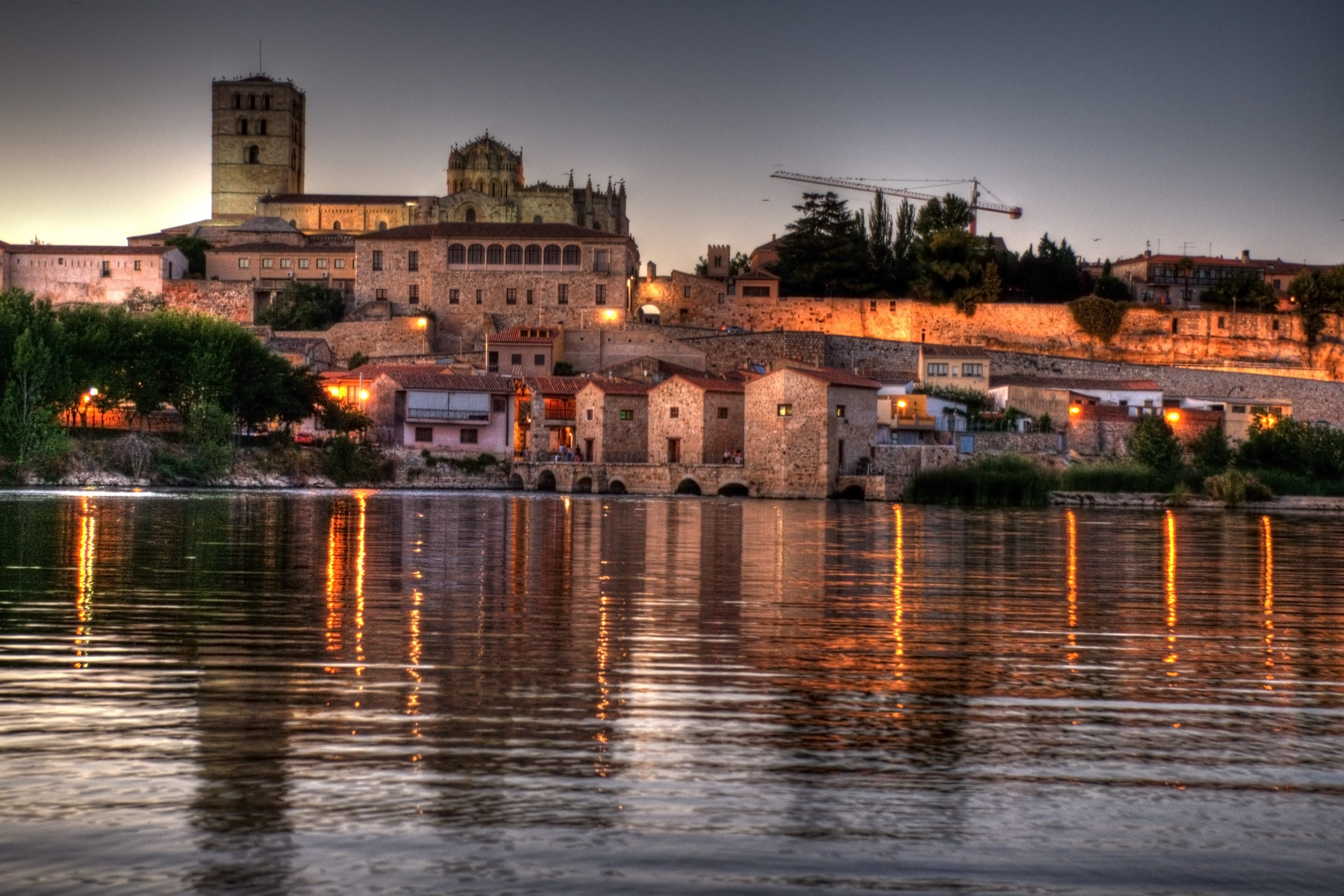
O rio Douro à sua passagem pela cidade de Samora.

A principal rede hidrográfica de Castela e Leão é constituída pelo rio Douro e seus afluentes. Desde o seu nascimento nos Picos de Urbião, em Sória, até à sua foz na cidade do Porto, o Douro percorre 897 km. Do norte descendem o rio Pisuerga, o Valderaduey e o Esla, os seus afluentes mais caudalosos, e pelo leste, com menor quantidade de água nos seus caudais, destacam-se o Adaja e o Duratón. Depois de passar a cidade de Samora, o Douro encaixa-se entre os canhões do Parque Natural das Arribas do Douro/Parque Natural do Douro Internacional, na raia entre os dois países. Pela margem esquerda chegam importantes afluentes como o Tormes, o Huebra, o Águeda, o Coa e o Paiva, todos originários do Sistema Central. Pela direita, unem-se-lhe o Sabor, o Tua e o Tâmega, nascidos no maciço Galaico. Passada a zona das Arribas, o Douro dirige-se a oeste, continuando o seu percurso por Portugal até desembocar no Oceano Atlântico.

#### Outras bacias hidrográficas
Vários rios da comunidade vertem as suas águas nas bacias do Ebro (em Palência, Burgos e Sória), do Minho-Sil (em Leão e Samora), do Tejo (em Ávila e Salamanca) e na bacia hidrográfica cantábrica nas províncias pelas quais se estende a Cordilheira Cantábrica.
| Rio      | Capital        | Foz                                | Pontos de passagem                                                                            |
| -------- | -------------- | ---------------------------------- | --------------------------------------------------------------------------------------------- |
| Adaja    | Ávila          | Douro em Villamarciel              | Tordesilhas e Arévalo                                                                         |
| Arlanzón | Burgos         | Rio Arlanza em Quintana del Puente | Arlanzón e Pampliega                                                                          |
| Bernesga | Leão           | Esla                               | Robla                                                                                         |
| Carrión  | Palência       | Pisuerga em Dueñas                 | Guardo e Carrión de los Condes                                                                |
| Tormes   | Salamanca      | Douro em Fermoselhe                | El Barco de Ávila, Guijuelo, Alva de Tormes e Ledesma                                         |
| Eresma   | Segóvia        | Adaja em Matapozuelos              | Coca                                                                                          |
| Douro    | Sória e Samora | Oceano Atlântico no Porto          | Almazán, Aranda do Douro, Tordesillas, Toro, Aldeiadávila da Ribeira e Vilvestre              |
| Pisuerga | Valladolid     | Douro em Géria                     | Aguilar de Campoo, Cervera de Pisuerga, Venta de Baños, Dueñas, Tariego de Cerrato e Simancas |

### Clima
Castela e Leão possui um clima mediterrânico continentalizado, com invernos longos e frios e temperaturas médias de entre 3 ºC e 6 ºC em janeiro. As épocas de verão são curtas e cálidas (com médias de 19 ºC a 22 ºC), mas com os três ou quatro meses de aridez estival característicos do clima mediterrânico. A pluviosidade é escassa, com médias de 450–500 mm anuais, acentuando-se nas terras mais baixas.

#### Fatores climáticos
Na comunidade autónoma, o frio estende-se de uma forma quase ininterrupta durante grande parte do ano, formando por isso um elemento característico do seu clima. Os períodos mais frios do inverno associam-se a invasões de uma frente polar continental e ao surgimento de ar ártico marinho, sendo comum que as temperaturas rondem os -5 ºC a -10 ºC. Assim, quando em presença de anticiclones, no interior da região persistem as névoas e situações de frio prolongadas por processos de radiação. São típicas as ondas de frio intenso dos meses centrais do inverno, que mostram uma particular tendência para o seu surgimento entre a segunda quinzena de dezembro e a primeira de fevereiro. É durante estas ondas que se produzem as temperaturas mínimas mais extremas, cujos valores variam entre os -10 ºC e -13 ºC no setor mais ocidental e entre os -15 ºC e -20 ºC nos planaltos centrais. Dentre os mais baixos registos contablilizados estão -22 ºC em Burgos, -21,9 ºC em Coca (Segóvia), -20,4 ºC em Ávila, -20 ºC em Salamanca e -19,2 ºC em Sória. A elevada altitude da Meseta e a sua orografia faz com que o contraste se acentue entre as temperaturas de inverno e de verão, bem como as do dia e da noite.
Devido à barreira montanhosa que rodeia Castela e Leão, os ventos marítimos são bloqueados, prevenindo assim as precipitações. É por isso que a pluviosidade é muito desigual no território da comunidade: enquanto que no centro da bacia hidrográfica do Douro se regista uma média anual de 450 mm, nas comarcas ocidentais dos montes de Leão, da Cordilheira Cantábrica e sul de Ávila e Salamanca as precipitações chegam aos 1 500 mm por ano, com um máximo de 3 400 mm anuais na zona ocidental da Serra de Gredos, no maciço de Candelário-Béjar, o que converte esta zona na mais pluviosa da Península Ibérica.

#### Regiões climáticas
Apesar de Castela e Leão se enquadrar num clima continental, vários das suas áreas permitem distinguir outros domínios climáticos:
- Segundo a classificação climática de Köppen, uma grande parte da comunidade autónoma enquadra-se nas variantes Csb ou Cfb, com a média do mês mais cálido abaixo dos 22 ºC mas acima dos 10 ºC durante cinco meses ou mais;
- Em várias zonas da Meseta Central, o clima é classificado como Csa (mediterrânico cálido), por se superarem os 22 ºC durante o inverno;
- Nas cotas elevadas da Cordilheira Cantábrica e zonas montanhosas, dá-se um clima temperado frio com temperaturas médias menores aos 3 ºC nos meses mais frios e verões secos (Dsb ou Dsc).

## Natureza

### Flora

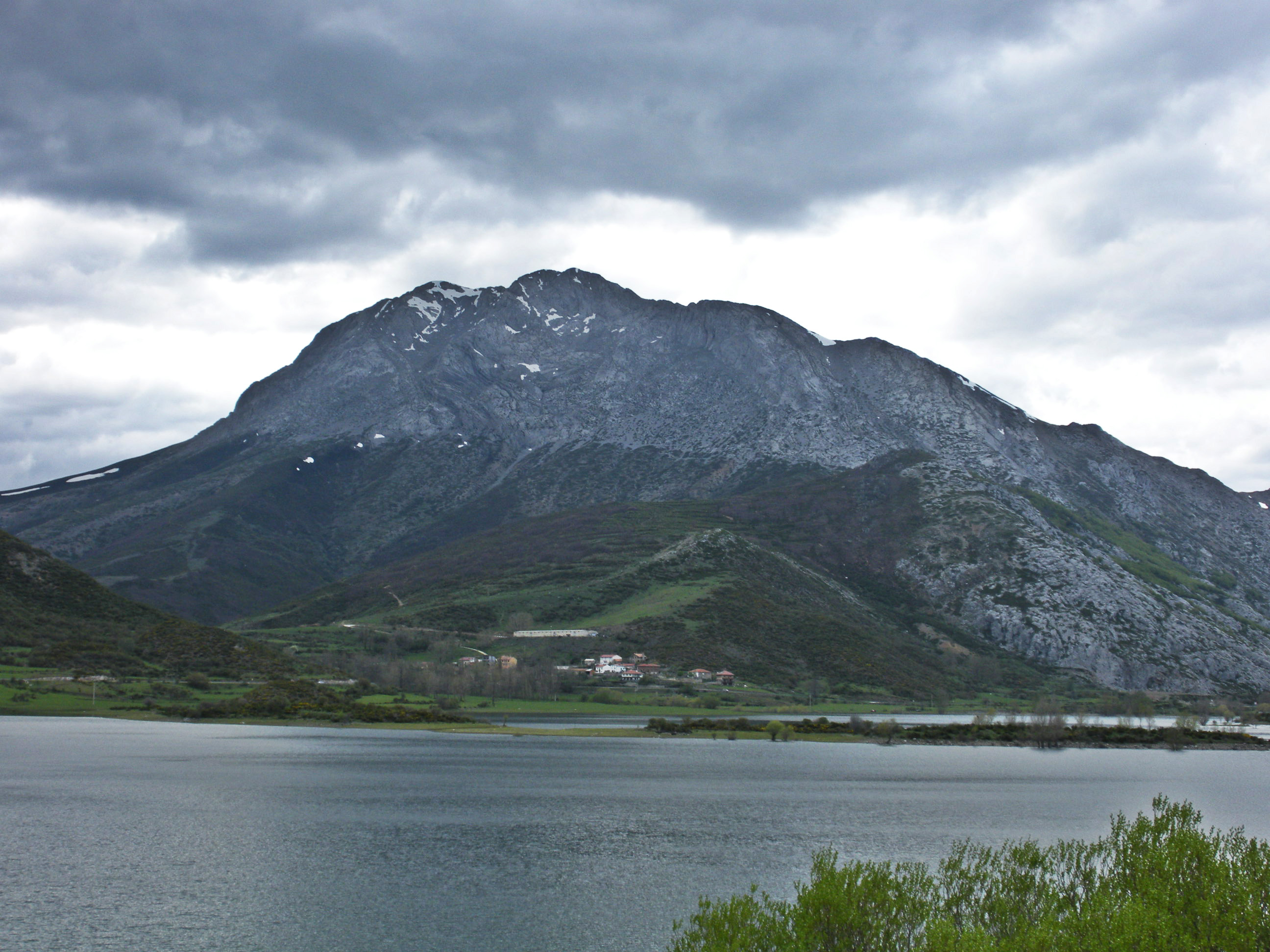
Vista do Espigüete, no norte de Palência.

A paisagem das planícies castelhano e leonesas são dominadas pelas azinheiras (Quercus ilex) e sabinas (Juniperus secc. Sabina) solitárias que conformam restos dos bosques que cobriram, em tempos, estas zonas. As explorações agropecuárias, pela necessidade de terras para o cultivo dos cereais e de pastos para os rebanhos da Meseta castelhana, supuseram a desflorestação destas terras na Idade Média. Os últimos bosques autóctones encontram-se, hoje em dia, nas províncias de Leão, Sória e Burgos. São bosques pouco frondosos que podem formar comunidades mistas com azinheiras, carvalhos-portugueses (Quercus faginea) ou pinheiros (Pinus).

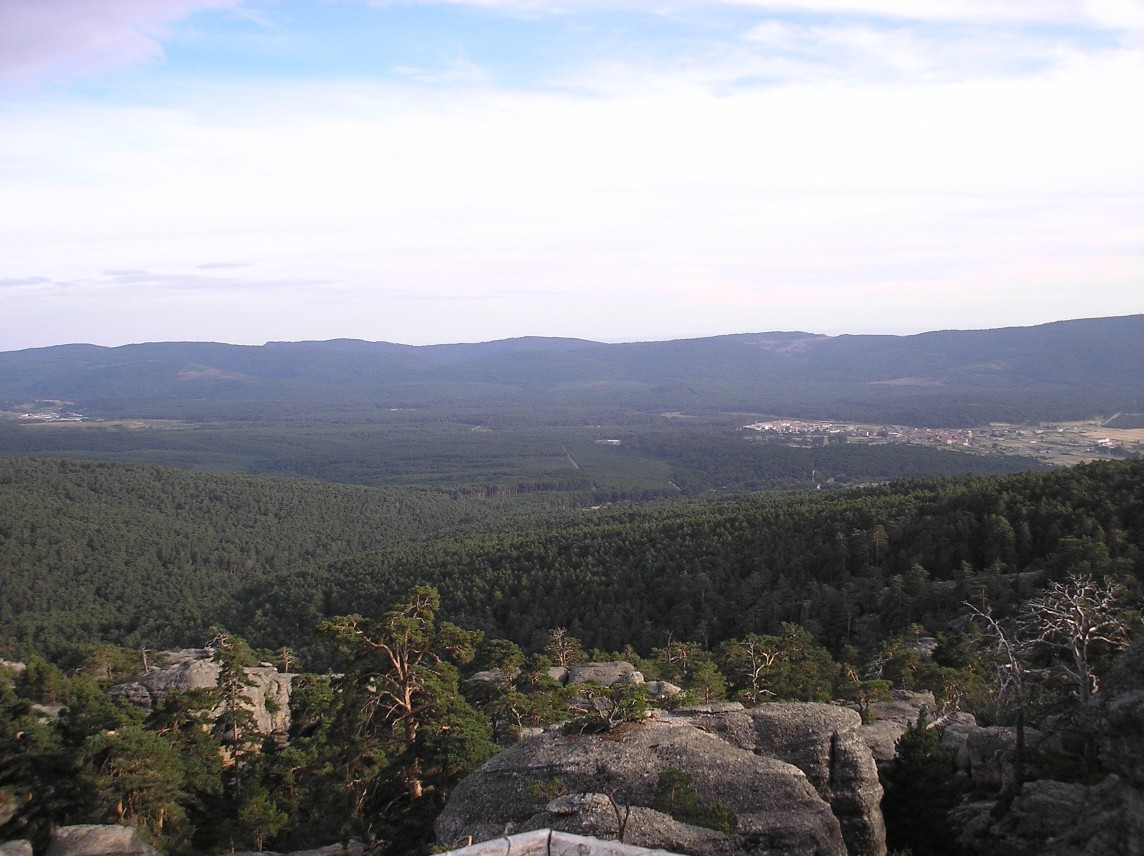
Pinhal na província de Sória.

Na vertente norte, as montanhas cantábricas e contrafortes do norte do Sistema Ibérico contam com uma grande diversidade de vegetação. As ladeiras mais húmidas e frescas são colonizadas pelos grandes faiais, cuja extensão pode atingir cotas de 1500 m de altitude. Por sua vez, a faia (Fagus) forma também bosques mistos com o teixo (Taxus baccata), a sorveira (Sorbus), o mostajeiro-branco (Sorbus aria), o azevinho (Ilex aquifolium) e a bétula (Betula). Nas ladeiras de solaina, proliferam o carvalho-alvo (Quercus petraea), o carvalho-roble (Quercus robur), o freixo (Fraxinus), a tília (Tilia), a castanheira (Castanea sativa), o azevinho e o pinheiro-da-escócia (Pinus sylvestris), uma espécie típica do norte da província de Leão.
Nas encostas inferiores do Sistema Central sobressistem amplas extensões de azinhal. Num nível superior, entre os 1 000 e os 1 100 m, abundam os castanhais. Acima destes, resiste o carvalho-negral (Quercus pyrenaica), de boa convivência com temperaturas frias, cujo estrato se prolonga até aos 1 700 m. No entanto, muitos carvalhais desapareceram por mão humana, sendo substituídos por pinhais, nativos apenas na Serra de Guadarrama. As zonas subalpinas situadas entre os 1 700 e os 2 200 m são lar de matos de piornais e zimbreiros (Juniperus).
Grande parte da província de Salamanca, sobretudo nas comarcas do Campo Charro e Cidade Rodrigo, são ocupadas por devesas, um tipo de bosque parecido ao das savanas africanas, com azinheiras, sobreiros (Quercus suber), carvalhos-portugueses e carvalhos-negrais. A província de Salamanca e a de Valladolid, na região de Roda, conta também com os únicos olivais castelhano e leoneses, pois estas árvores não crescem em nenhum outro ponto da comunidade.

## Política e governo

### Organização territorial
A comunidade autónoma possui nove províncias constituintes (Ávila, Burgos, Leão, Palença, Salamanca, Segóvia, Sória, Valhadolide e Samora), cujas capitais recaem nas cidades homónimas a cada uma destas. A região leonesa do Bierzo, pelas suas peculiaridades geográficas, sociais, históricas e económicas, possui estatuto de comarca desde 1991, a única na comunidade e gerida através de um Concelho Comarcal.

### Instituições
O Estatuto de Autonomia não define explicitamente qualquer capital. Com as leis 13/1987 e 14/1987, estabeleceu-se que a Junta de Castela e Leão, o seu presidente e as suas Cortes —o seu órgão legislativo — estariam sediadas em Valhadolide e que o Tribunal Superior de Justiça de Castela e Leão tivesse a sua sede em Burgos. Atualmente, a comunidade dispõe dos seguintes órgãos:
- Junta de Castela e Leão (sediada em Valhadolide), formado pelo Presidente da Junta, os vicepresidentes e respetivos conselheiros;
- Cortes de Castela e Leão (sediada em Valhadolide);
- Tribunal Superior de Justiça de Castela e Leão (sediado em Valhadolide);
- Conselho Consultivo de Castela e Leão (sediado em Samora);
- Conselho de Contas de Castela e Leão (sediado em Palência);
- Procurador do Comum (sediado em Leão);
- Conselho Económico e Social de Castela e Leão (sediado em Valhadolide)

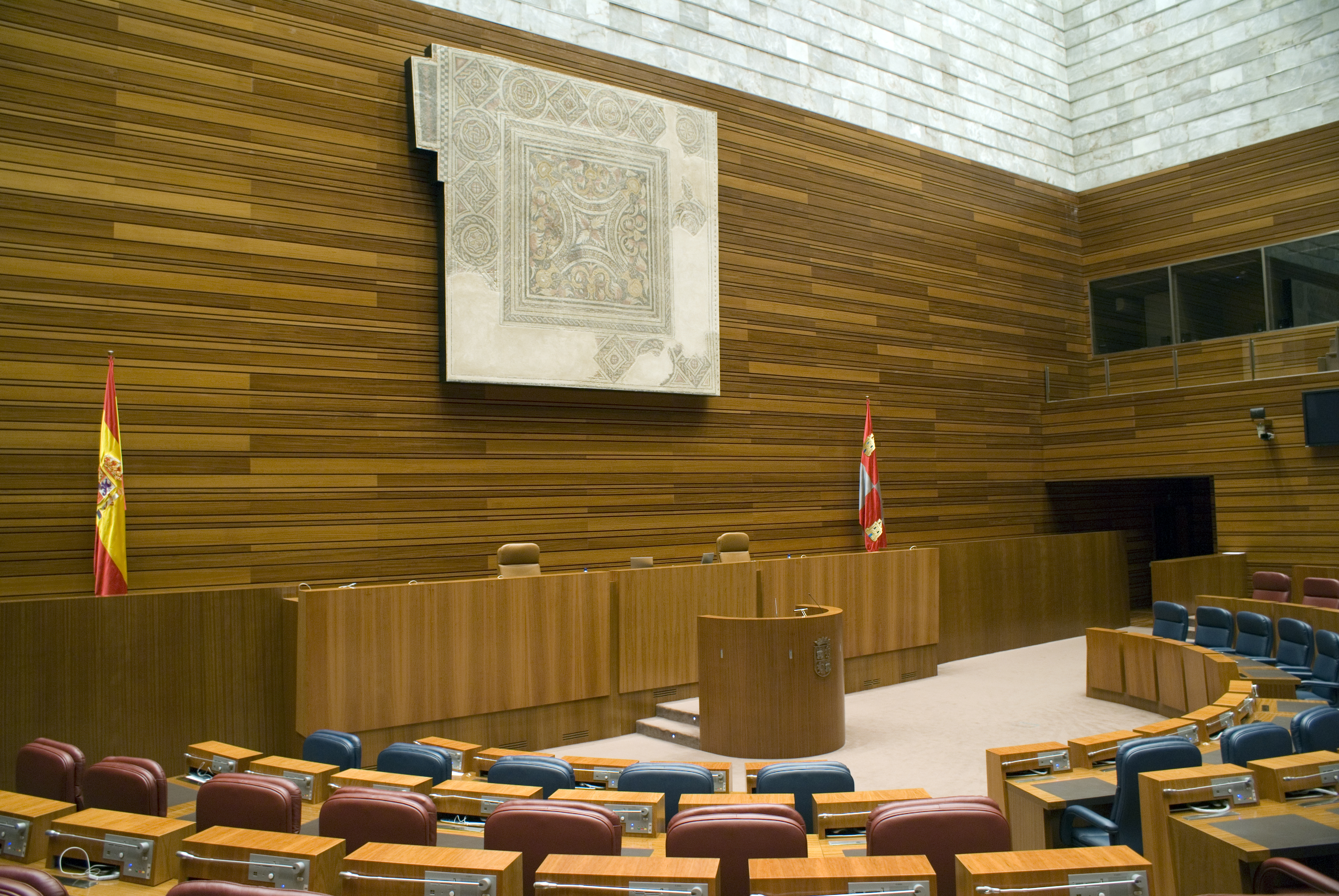
Cortes de Castela e Leão